# عضلة مستقيمة وسطية
العضلة المستقيمة الإنسية أو العضلة المستقيمة الوسطية (بالإنجليزية: Medial rectus muscle)‏ هي أحد عضلات العين المحركة لها، وأكبرها. تقع حول كرة العين، وكما هو الحال مع معظم عضلات العين فهي تتلقى الأوامر من القسم السفلي من العصب القحفي الثالث (المحرك للعين). تشترك هذه العضلة مع العضلات الأخرى بواسطة الأوتار. عمل هذه العضلة هو تحريك العين نحو الإنسي، أي نحو الأنف. تختبر وظيفة هذه العضلة عن طريق الطلب من الشخص أن ينظر إلى جهة الأنف.